# Basilica di Santi Maria e Donato

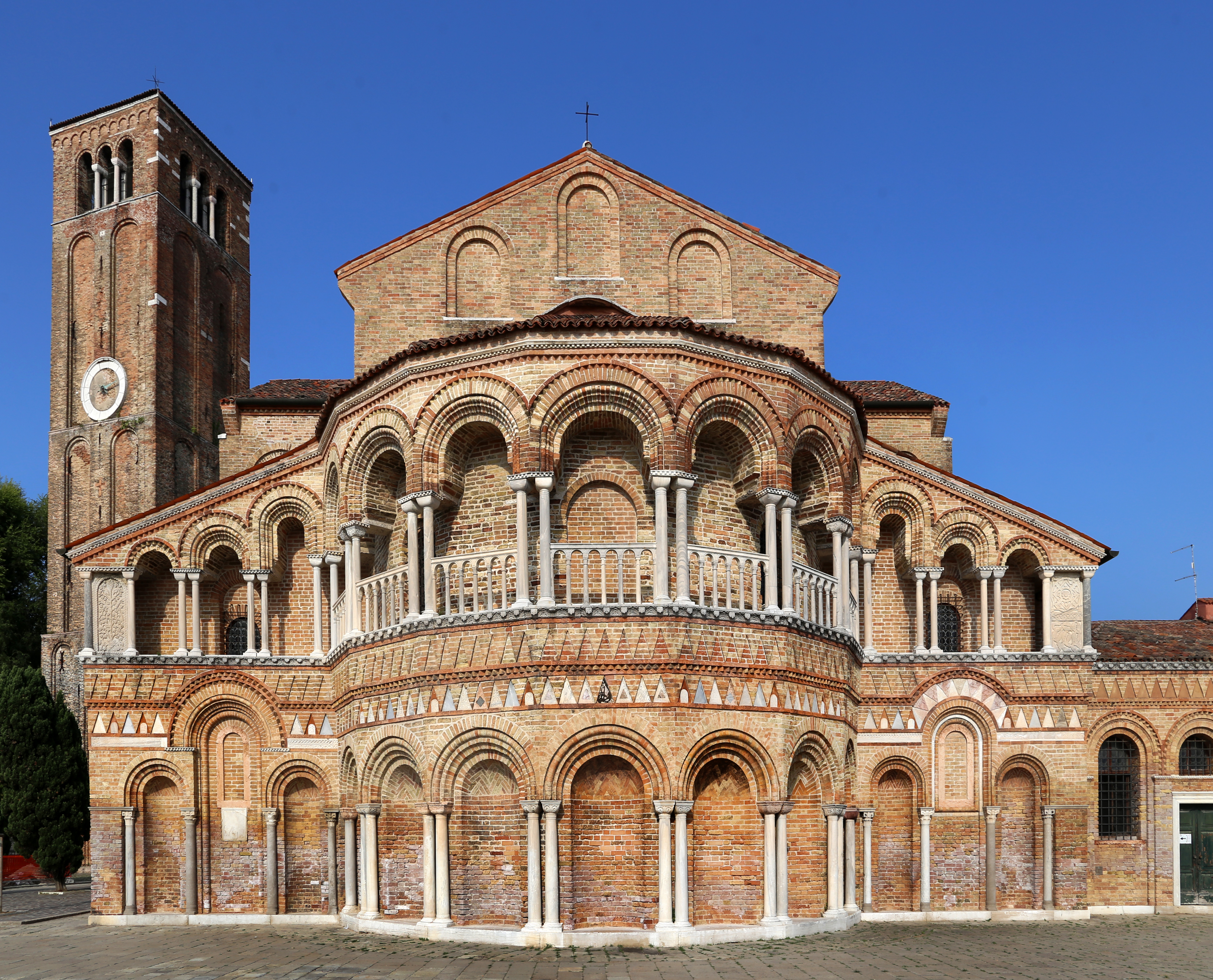
Basilika St. Marien und St. Donatus

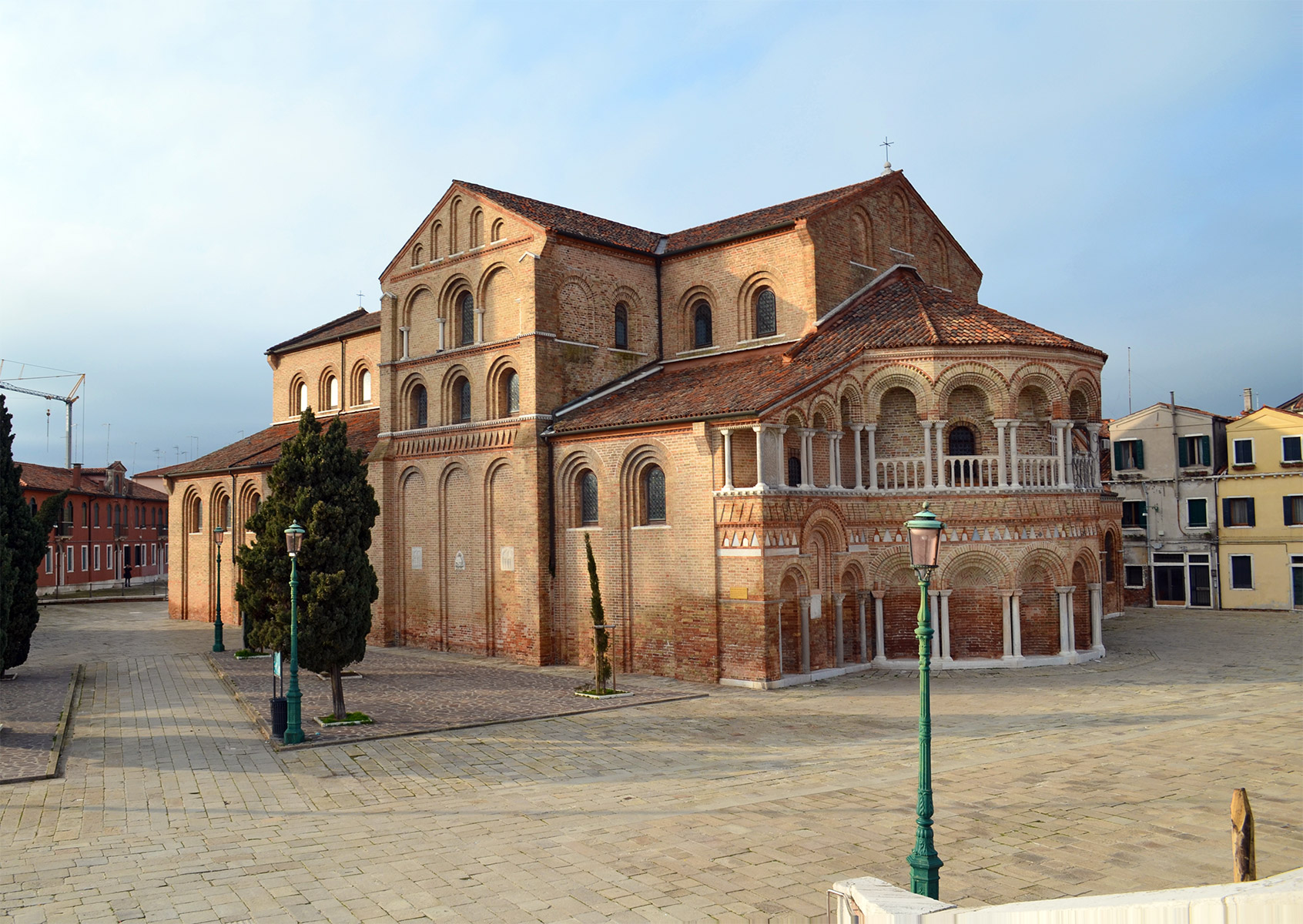
Situierung

Die Basilica di Santa Maria e Donato (deutsch Basilika der Heiligen Maria und Donatus) ist eine Pfarrkirche in Murano, Venedig. Die Kirche im Patriarchat von Venedig ist der Gottesmutter Maria und dem hl. Donatus von Arezzo gewidmet. Sie trägt den Titel einer Basilica minor und ist Teil des UNESCO-Welterbes Venedig und seine Lagune. Sie ist für ihr byzantinisches Mosaikpflaster aus dem 12. Jahrhundert bekannt und zeigt die Reliquien des Donatus von Evorea.

## Geschichte
Die Kirche ist eine der ältesten in der venezianischen Lagune. Eine erste Kirche wird hier bereits im 7. Jahrhundert vermutet, eine weitere im 9. Jahrhundert. Traditionsgemäß wird die Stiftung der Kirche unter dem ursprüngliche Namen S. Mariae plebis Murianensis auf ein Gelübde Ottos I. zurückgeführt, nachdem dieser von einem Seesturm auf der Adria gerettet worden war. Für das Jahr 999 ist die Existenz einer Kirche belegt. Die heutige Kirche mit ihrem freistehenden, quadratischen Campanile wurde nach einem Datum im Mosaikfußboden 1140 fertiggestellt. Die Basilika war nach 1692 die Kathedrale der Bischöfe von Torcello und Murano und wurde unter Bischof Marco Giustinian stark umgebaut.

## Architektur

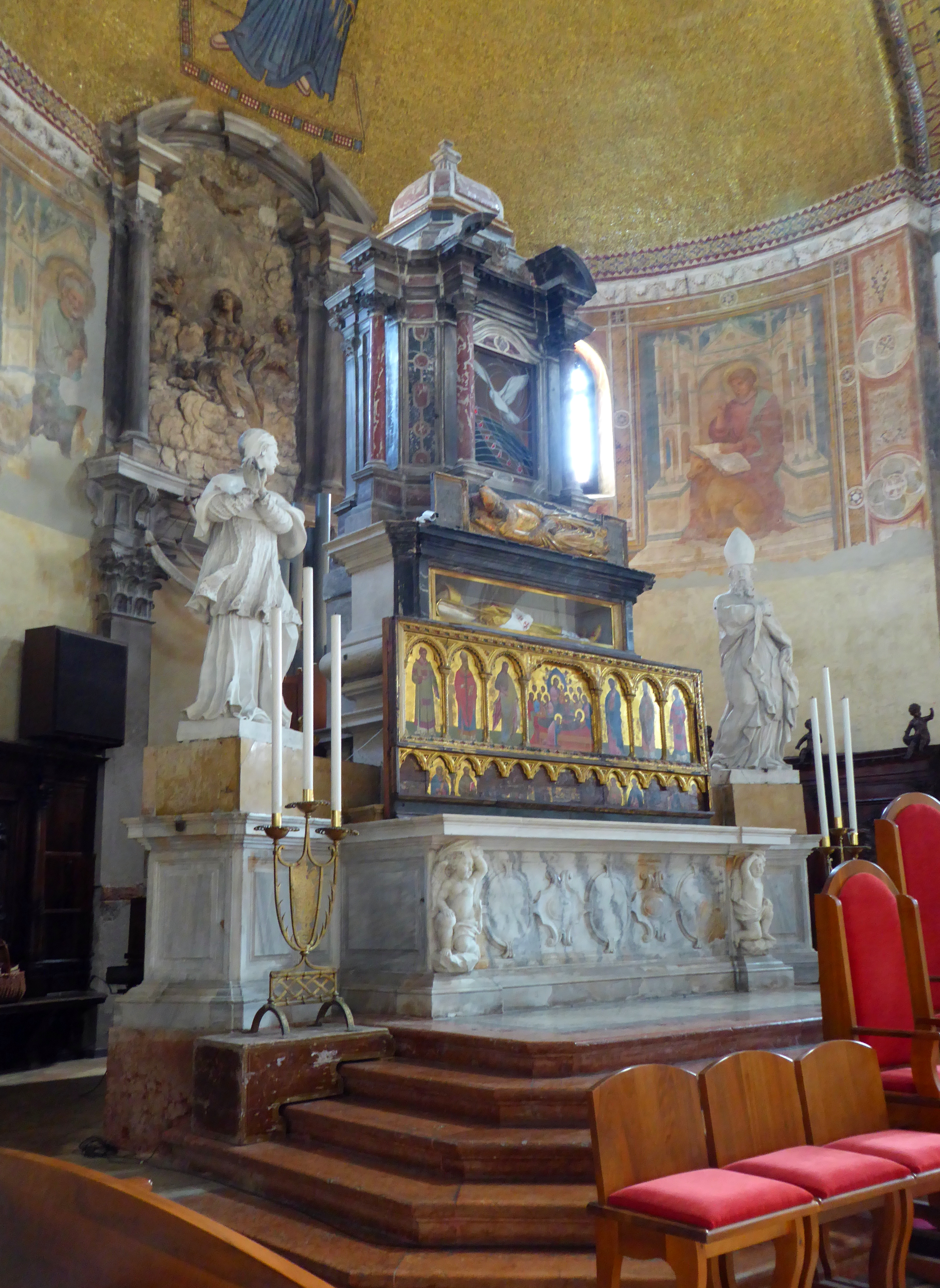
Altarraum

Die dreischiffige Säulenbasilika besitzt sechs Joche und ein wenig hervortretendes Querschiff. Die Kirche und der Glockenturm wurden aus dunkelroten, unverputzten Backsteinen gebaut. Die eigentliche Eingangsseite der Basilika ist nach Westen ausgerichtet. Als Schauseite für die anreisenden Gäste wurde bei dieser direkt am Meer gelegenen Kirche aber der Chorbereich der Ostseite gewählt und sehr repräsentativ gestaltet. Es wurde eine zweigeschossige Bogenkonstruktion mit auffallenden weißen Säulen errichtet. Die Arkadengliederung des Erdgeschosses wird im ersten Geschoss in der umlaufenden Galerie wiederholt. Unterhalb der Arkadenreihe befinden sich zwei Zickzackfriese in diversen Marmorarten. Die Westseite ist hingegen in der Mitte nur durch vier Lisenen gegliedert.
Beim Umbau ab 1695 wurden größere Thermenfenster in den Obergaden statt der ursprünglichen Rundbogenfenster gebrochen. Die Kirche erhielt barocke Altäre und eine allgemeine barocke Umgestaltung, die bei der Restaurierung ab 1858 rückgängig gemacht wurde.

## Ausstattung
Berühmt ist der Innenraum der Basilika für seinen farbenprächtigen, byzantinischen Mosaikboden mit aufwändigen floralen Motiven von 1140. Dieser wurde bei einer Restaurierung 1973 bis 1979 entfernt und nach Einbringung einer isolierenden Betonschicht wieder aufgebracht.
Von der ursprünglichen Innenausstattung zeigt sich in der Halbkuppel des Apsisbereiches nach byzantinischem Vorbild genau wie auf Torcello auf einem goldenen Mosaikgrund die einsame Gestalt der Maria.
Die Reliquien des heiligen Donatus von Evorea befinden sich in einem Marmor-Sarkophag unter einer Liegeskulptur des Bischofs. Sie wurden vermutlich 1125 nach Venedig gebracht. Hinter dem Altar befinden sich vier Knochen in hängenden Drähten, bestehend aus mehr als einem Meter langen Rippen. Der Legende nach stammen diese Knochen von dem Drachen, den St. Donatus in Griechenland erschlagen hat. Es handelt sich wohl um Walknochen.